# BBTV
De Beroeps Bepaalde Tijd Vakbond (BBTV) is een militaire vakbond die zich uitsluitend inzet voor militairen Beroeps Bepaalde Tijd (BBT'ers). De BBTV is in 1996 door BBT-personeel opgericht. Het merendeel van de leden bestaat uit ongegradueerde militairen en korporaals.
De BBTV geeft een gratis hitkrantachtig maandblad uit dat XRcise heet.